# Vila Verde
Vila Verde é uma vila portuguesa localizada na sub-região do Cávado, pertencendo à região do Norte e ao distrito de Braga. 
É sede do Município de Vila Verde que tem uma área total de 228,67 km2, 46 444 habitantes em 2021 e uma densidade populacional de 203 habitantes por km2, subdividido em 33 freguesias. O município é limitado a norte pelo município de Ponte da Barca, a leste por Terras de Bouro, a sudeste por Amares, a sul por Braga, a oeste por Barcelos e a noroeste por Ponte de Lima.

## História
Vila Verde é um município com quase 170 anos de existência e um dos maiores do baixo Minho. Foi fundado em 24 de Outubro de 1855, com a extinção dos concelhos de Prado, Penela e Pico de Regalados.
Já em 1836, por decreto de 6 de novembro, foram extintos os concelhos de Aboim da Nóbrega, Vila Chã e Larim, e os coutos de Gomide, Sabariz, e Valdreu passando a fazer parte do concelho de Pico de Regalados, os coutos de Cervães e Freiriz passando a fazer parte do concelho de Prado e o couto de Moure incluído no novo concelho de Penela (em vez de Portela de Penela), cujas origens remontam aos tempos da Idade Média.
Durante a pré-historia, a presença humana no concelho de Vila Verde é mais evidente na zona Norte do concelho, mais montanhosa, com numerosos vestígios, gravuras, monumentos funerários (mamoas, menires ), em particular o conjunto de mamoas nos montes do Borrelho e do Moinho Velho (Necrópole Megalítica do Bustelo), a citânia de São Julião, em Ponte São Vicente, e o castro de Barbudo, no monte do Castelo.
A presença romana é mais discreta, com alguns tesouros encontrados em Barbudo e Gondiães, vestígios de pedreiras e minas de ouro e obviamente vestígios da via romana XIX que ligava Braga a Lugo, passando pelo concelho, pela Vila de Prado (Milha IV) até Rio Mau (15,4 Km). Na falta de vestígios materiais, podemos adivinhar que durante esse período de aproximadamente 400 anos, a ocupação do território foi profundamente alterada, com a presença de núcleos habitacionais a volta de quintas (Villae romana) nos vales e na zona Sul do concelho. Em particular, nas imediações da Vila de Prado, zona rica em barro já intensamente explorado para fornecer as olarias de Bracara Augusta, mas que podia já ser um importante centro de produção.

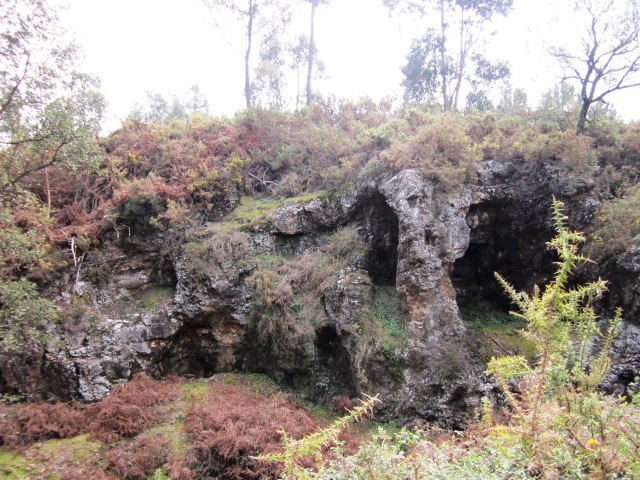
Antiga mina de ouro romana em Marrancos

O período que se segue, o Reino Suevo, é mais discreto em termos de vestígios materiais, mas não deixa de ser extremamente importante principalmente para o concelho de Vila Verde, porque quase metade, 26 das 58 antigas freguesias do concelho tem um nome de origem sueva (sem contar com os inúmeros lugares com nomes de origem germânica). Por isso a presença sueva foi numerosa e determinante na configuração do território como o comprova a toponímia.

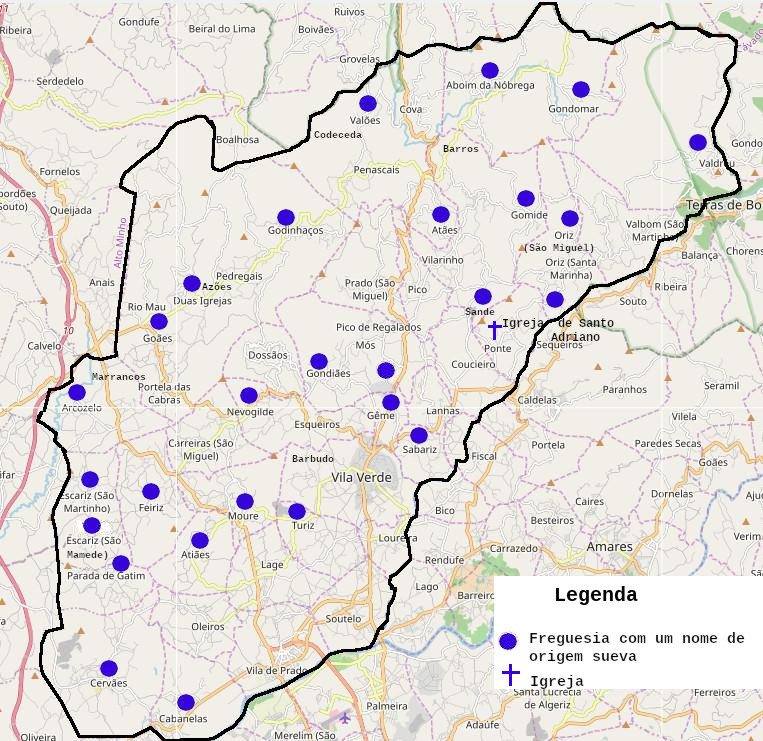
Freguesias com um nome de origem sueva

Com a chegada de São Martinho de Dume, e a reorganização da diocese de Braga o arianismo e o priscilianismo, ainda bem presentes na região, desapareceram a favor do catolicismo. Um dos focos da religião católica no município, foi a Igreja paleocristã de Santo Adriano, descoberta pelo padre Freitas na Citânia de São Julião.
Do fim do reino suevo (585) até a chegada dos Mouros (716, no Norte), também não temos vestígios, mas tudo indique que não houve grandes transformações e que a presença dos Visigodos foi certamente discreta deixando a posse da terra aos senhores suevos. E claro, a curta presença Moura também não alterou grande coisa, embora recentes estudos de genética comprovam um numero bastante importante de linhagens de origem norte-africanas na população atual do Norte de Portugal (9%), (possivelmente explicado pela escravatura dos Mouros capturados no Sul)  Só que esse incessante clima de guerra originou outro tipo de ocupação do território com a formação de núcleos habitacionais a volta dos paços construidos no alto duma pequena eminência e fortemente fortificados (muitos deles ainda bem visíveis).
A primeira divisão administrativa medieval organizada do território local dá-se no tempo do Rei Garcia de Portugal e Galiza, que divide o Condado em pequenas tenências depois da revolta, e morte do Conde de Portugal Nuno Mendes na batalha de Pedroso em 1071, ficando o futuro concelho de Vila Verde entregue ao Senhor de Penegate, senhor das terras do Cávado até ao Neiva.

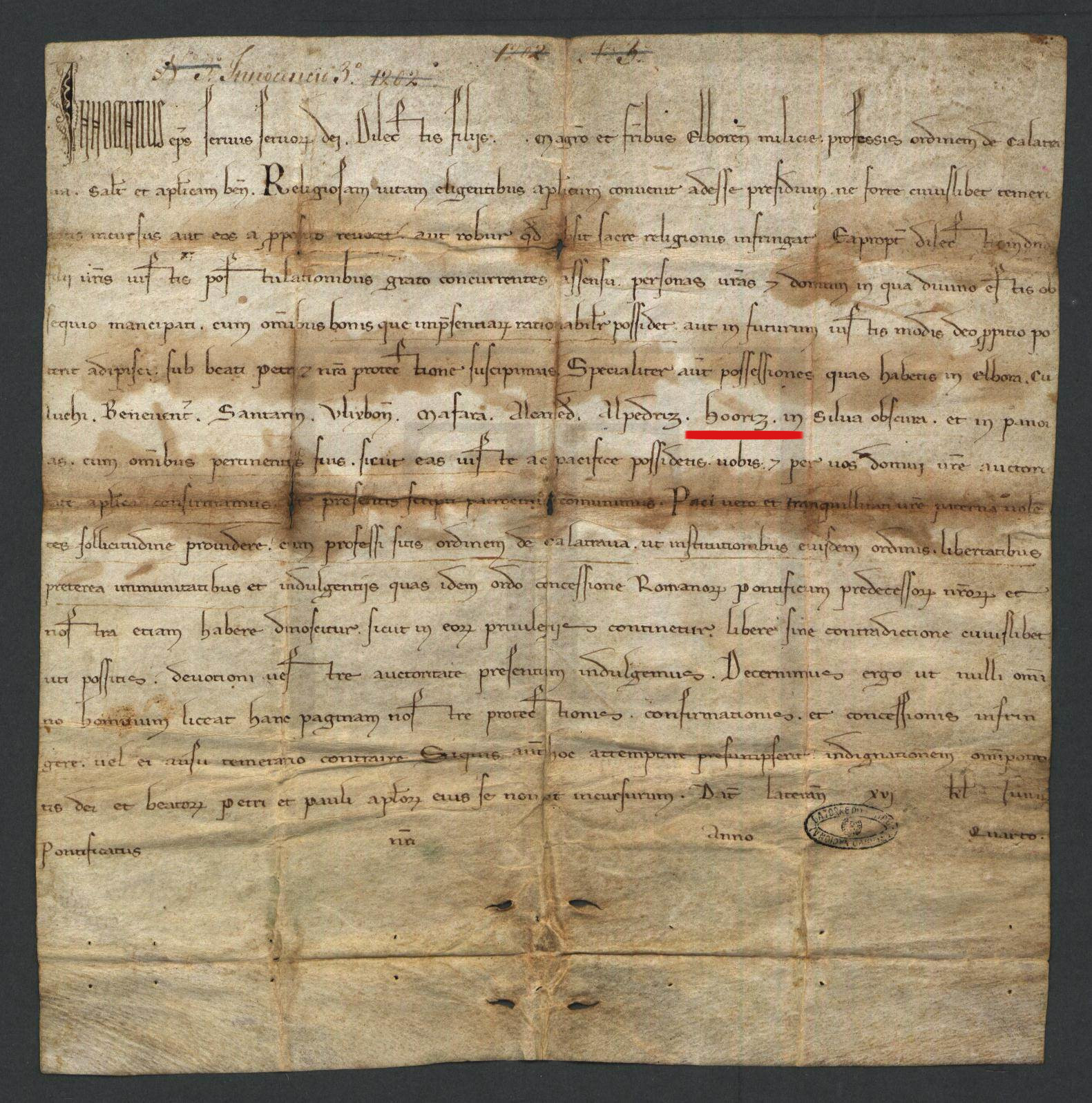
Bula de Inocencio III, confirmando a criação da comenda de Oriz

Em antes de 1146, na freguesia de Aboim da Nóbrega, foi fundada a primeira comenda de Portugal, trata-se da comenda de Aboim da Ordem do Hospital, pouco depois em 1187 é oficializada pelo Papa a primeira comenda da futura Ordem de São Bento de Avis, a comenda de Oriz.

### Os antigos concelhos
Nas inquirições de 1220 o concelho de Vila Verde é dividido entre as Terras de Prado, de Penela e da Nóbrega o resto fazendo parte do Julgado de Bouro (entre Homem e Cavado). Já em 1258 nas inquirições de Afonso III, o concelho é dividido entre os Julgados de Prado (com freguesias dos atuais concelhos de Barcelos), Penela (com freguesias dos atuais concelhos de Ponte de Lima e Ponte da Barca) da Nóbrega (com freguesias dos atuais concelhos Ponte da Barca), de Larim (Soutelo e Turiz), de Vila Chã e de Regalados.
- Pico de Regalados,[nota 2] primitivamente, foi couto doado por D. Afonso Henriques ao Arcebispo de Braga, D. Paio Mendes, em 20 de Julho de 1130, por motivos religiosos, e em agradecimento pela oferta de cinquenta marcas de prata e dum cavalo.[21] Foi tido como um dos mais antigos e aristocráticos do país. Com o conde D. Henrique, veio para a Espanha em 1089, e depois, para Portugal em 1093, Gonçalo Martins de Abreu, da familia dos condes normandos de Évreux (França), segundo o chronista D. Antonio de Lima. Rico-homem, mordomo-mór, amigo e um dos mais bravos guerreiros de D. Afonso Henriques, de onde derivaram muitas nobres famílias Portuguesas. Pedro Gomes d'Abreu, vivia em Coucieiro e foi senhor do couto e casa de Abreu, e dos direitos reais de Vilas-Boas e alcaide-mor de Lapela, teve o senhorio da vila e concelho de Pico de Regalados. D. Manuel I concedeu foral a Pico de Regalados em 13 de Novembro de 1513.
- Vila Chã[nota 3] teve foral velho no século XIII e teve foral novo, dado por D. Manuel a 6 de outubro de 1514. Vila Chã teve a sua sede primitiva no lugar com o mesmo nome da atual freguesia de Carreiras S. Tiago. Mais tarde mudou a sua sede para o lugar de Revenda da freguesia de Travassós, transitando, posteriormente, para a freguesia de S. Paio de Vila Verde.
- Larim, foi um pequeno concelho constituído por duas freguesias Soutelo, Turiz e uma parte pequena da Lage, com sede na freguesia de Soutelo. Aqui vivia, e era senhora desta vila de Larim, a riquíssima D. Flâmula (ou Chama) senhora também de outras muitas vilas e castelos. Era sobrinha da celebre condessa Mumadona Dias, senhora de Guimarães e fundadora do mosteiro de S. Mamede e tia de D. Ramiro II de Leão. Teve foral em 1514 e foi extinto no início do século XIX, sendo integrado no concelho de Vila Chã e Larim. Tinha, em 1801, 1 261 habitantes. Outrora Vila Chã e Larim pertenceram à Comarca de Barcelos, em 1836 à de Pico de Regalados e por último se fundiram no Concelho e Comarca de Vila Verde.
- Prado,[nota 4] recebeu foral de D. Afonso III, concedido em 1260. D. Manuel I confirmá-lo-ia no primeiro dia de julho de 1510. Teve a sua sede na freguesia do mesmo nome.
- Aboim da Nóbrega[nota 5] D. Manuel deu foral a Aboim em 24 de Outubro de 1513. Em 1836 foi integrado no concelho do Pico de Regalados.
- Penela (ou Portela de Penela até 1836)[nota 6] era constituído pelas freguesias de Portela (de Penela), Arcozelo, Goães, Godinhaços, Marrancos, Pedregais, Rio Mau, Vilar das Almas e Escariz São Mamede e São Martinho. Após as reformas administrativas do início do liberalismo foram-lhe anexadas as freguesias de Azões, Anais (uma parte) e Duas Igrejas (uma parte), do extinto concelho de Albergaria de Penela, Nevogilde, Carreiras São Miguel e São Tiago, Dossãos do extinto concelho de Vila Chã e o couto de Moure, perdendo em 1836, Escariz São Mamede e São Martinho par o concelho de Prado. Tinha, em 1849, 7 950 habitantes e 60 km². Teve foral concedido por D. Manuel I a 6 de Outubro de 1514 e tinha sede na freguesia de Portela das Cabras.

### A revolução da Maria da Fonte e a Patuleia em Vila Verde
A revolução da Maria da Fonte foi particularmente virulenta nos antigos concelhos que compõe hoje o concelho de Vila Verde. Tudo começou no dia 15 de abril de 1846 quando a população de Prado atacou um quartel militar da cidade de Braga . No dia 24 houve uma concentração de cerca de 3 000 pessoas no terreiro da Senhora do Alívio em Soutelo, para atacar novamente Braga, os militares advertidos montaram uma grande operação (com um contingente de artilharia) para cercar e dispersar os revoltosos, mas chegaram tarde a população já se tinha retirada ao romper do dia. No 27 uma coluna militar a caminho de Ponte da Barca foi atacada em Covas, 4 revoltosos morreram e outros tantos fugiram. No 5 de maio uma coluna militar vindo de Ponte da Barca, ficou debaixo de fogo da Portela do Vade até Braga com 3 praças feridos e alguns mortos nos revoltosos, um deles era um Padre.  Em Godinhaços, todas as casas que atiravam sobre os soldados dessa coluna foram queimadas em represália e morreu Bernardo uma criança de 13 anos . Mais tarde, em 28 de junho uma junta revolucionária Miguelista assumia o poder no concelho de Vila de Chã nomeando como juiz, Rodrigo Lobo de Sousa Machado e Couros, Morgado de Santão. Em agosto o concelho de Aboim era o epicentro da revolta.
Depois veio uma guerra civil, a Patuleia com uma batalha muito violenta em Braga, ganha pelo vila-verdense José de Barros Abreu Sousa e Alvim, no dia de 20 de dezembro de 1846 contra os miguelistas chefiados pelo general Reginald MacDonell.

### Vila Verde
A primeira notícia sobre Vila Verde remonta ao século X e constitui, talvez, a mais antiga documentação do topónimo Vila Verde.[carece de fontes?]
Nessa altura, boa parte do território do atual município aparece na posse da poderosa família da condessa Mumadona Dias, tanto por si própria como pela do marido desta, o conde Hermenegildo Gonçalves, cujo pai, o conde Gonçalo Afonso Betote era já muito herdado no século IX desde o Douro ao Minho.[carece de fontes?]
Durante o século XI nota-se no território do atual município uma espécie de logradouro da alta nobreza portucalense, na correspondência da estirpe da condessa Mumadona, no século anterior.
Relativamente à atual vila, sede de município, há um documento pré-nacional de 1089 que diz respeito à venda, que fez à igreja de Santo António, uma dama de nome Eldara Eriz. Outro documento dos princípios da nacionalidade, de 1120, fala da doação que D. Maior Mides faz à Sé bracarense de herdamentos eclesiásticos e laicos herdados por ela de seus pais, Mido Vermudes e «donna» Godo Pais e outros por ela adquiridos.
O mais relevante da vida documentada nos séculos X a XII no território do atual município concentra-se à roda do velho castro ou «civitas» originária, o mesmo é dizer-se nas imediações de Vila Verde dos nossos dias.
Orago S. Paio, em 1706 era abadia da apresentação do conde de Figueiró, descendente de Mem Rodrigues de Vasconcelos, senhor do antigo concelho de Vila Chã, ao qual pertencia esta paroquia.
Houve em tempos muito remotos e não sabemos se haverá ainda hoje nesta freguesia de S. Paio de Vila Verde uma casa e torre nobilíssimas, denominadas Casa e Torre de Alvim. Foi herdeira da principal Casa d'Alvim a condessa D. Leonor de Alvim, mulher do santo Condestável D. Nuno Alvares Pereira, cuja filha única e sucessora D. Beatriz casou com o 1.° Duque de Bragança, levando em dote a grande fortuna de seus pais e com ela a dita Casa d'Alvim, que desta forma passou para a sereníssima Casa de Bragança.
|                    |  |                    |
| Vila Verde em 1887 |  | Vila Verde em 2021 |

Até ao século XVII a freguesia de Vila Verde não se distinguiu das outras do concelho a que pertencia. Porém, nos princípios do século XVIII parece que estava já nela a sede do concelho de Vila Chã, com uma importante feira mensal e, desde aí, em progresso contínuo, veio mesmo a adquirir, em 1855, com os governos liberais, o estatuto de sede de um populoso e vasto concelho.

## Geografia
O ponto mais elevado do município situa-se no Alto do Galinheiro, a 808 metros de altitude, na freguesia de Valdreu. 

Também se destacam outras elevações neste município, como a Serra do Oural (722 m), o Monte do Barrete (741 m) e o Castelo de Aboim (771 m).

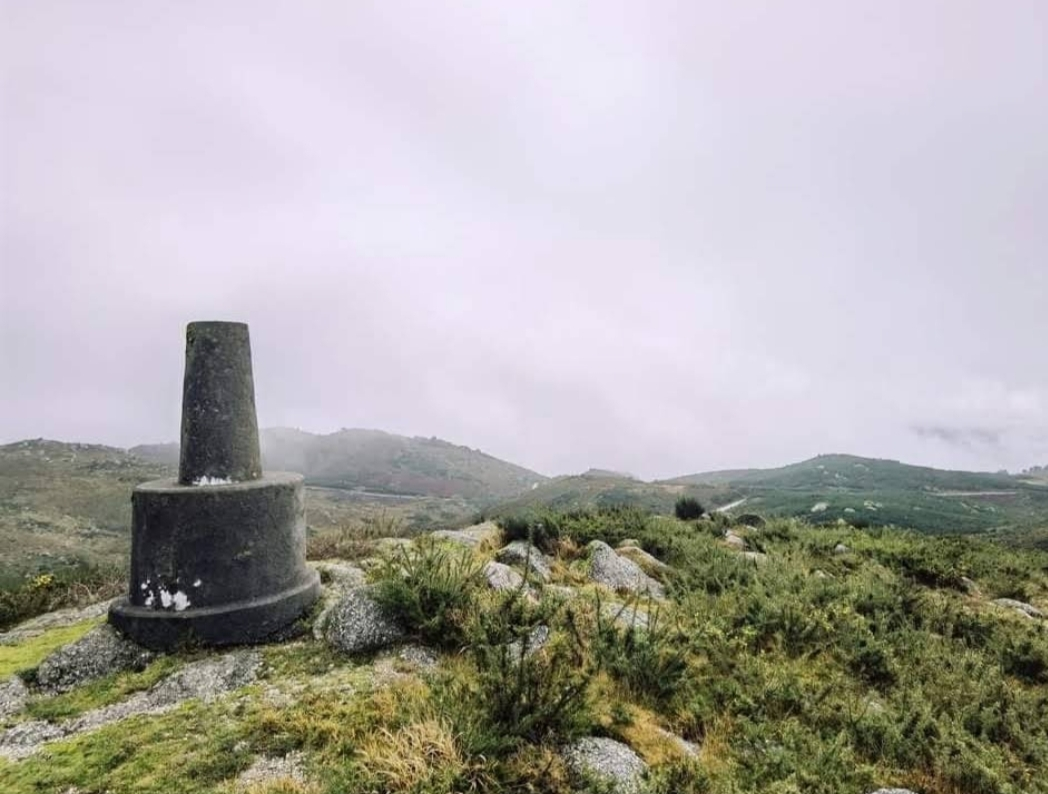
Alto do Galinheiro
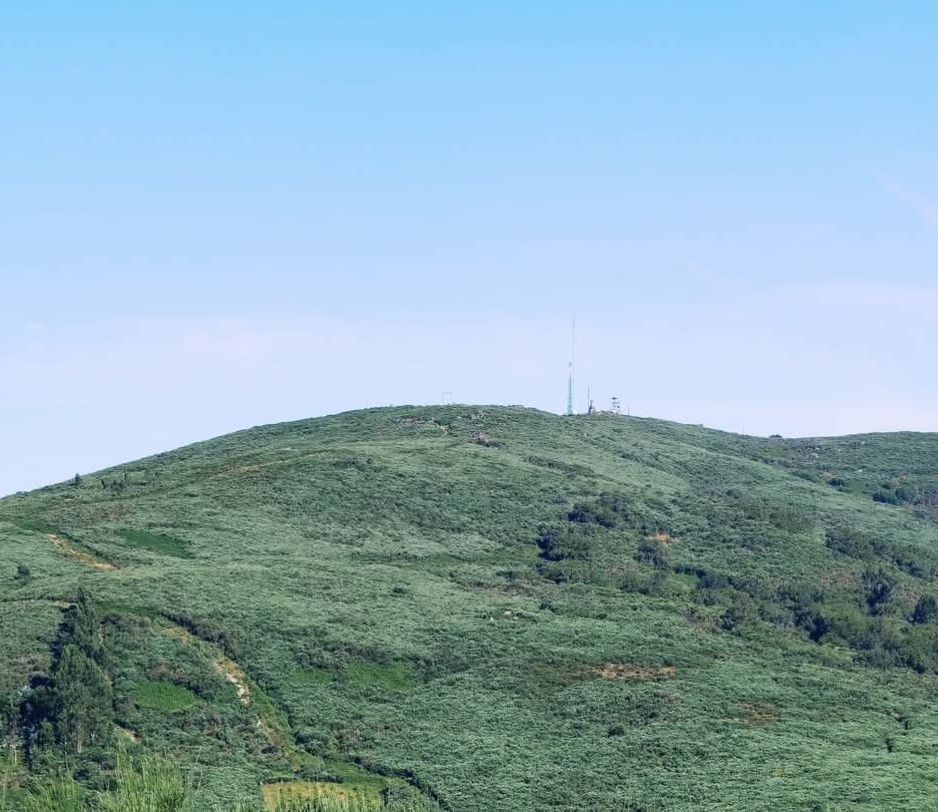
Serra do Oural
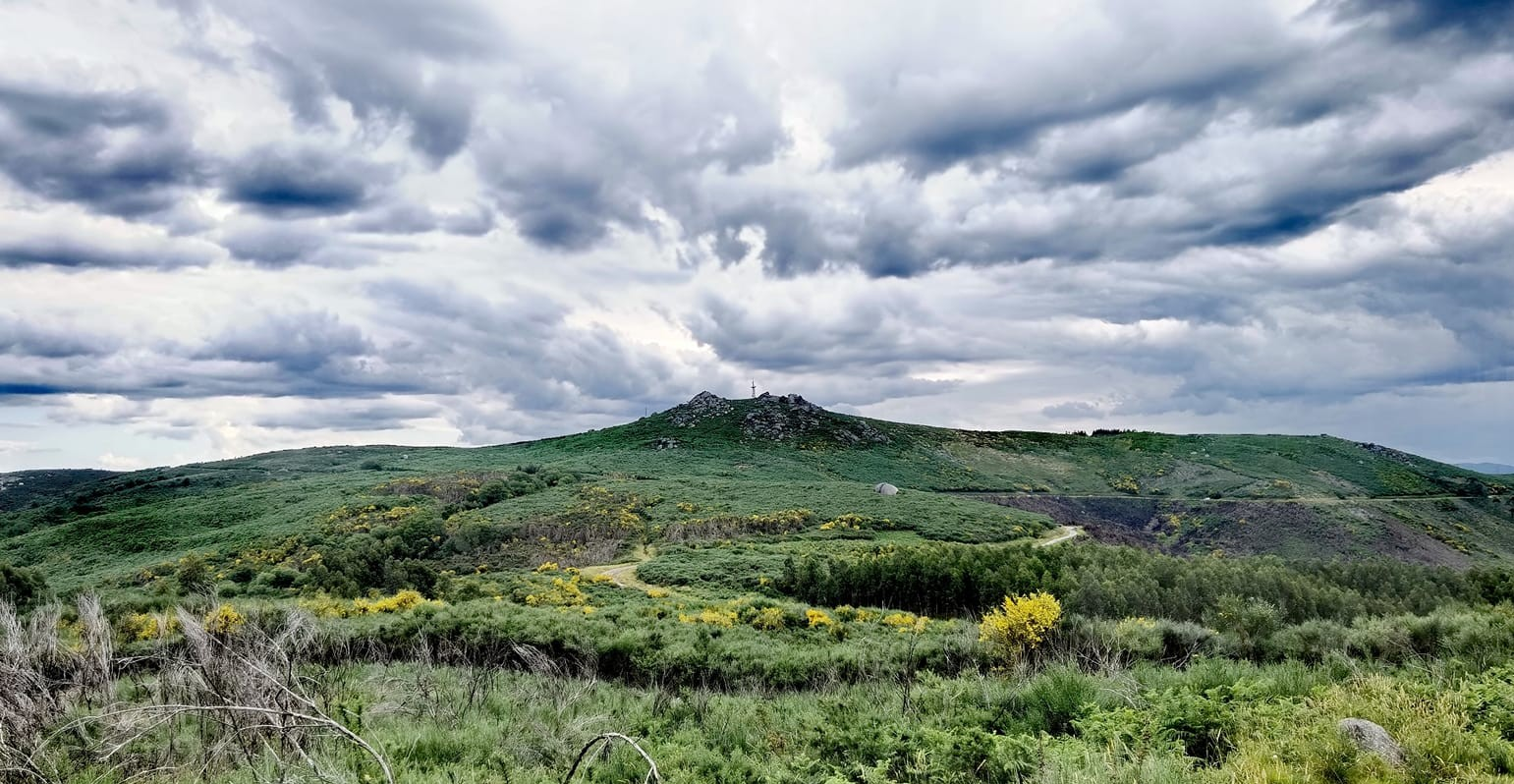
Monte do Barrete
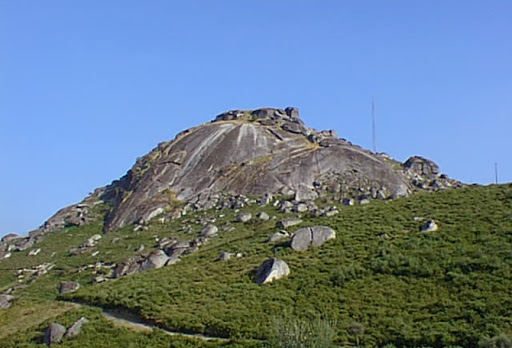
Castelo de Aboim

## Cultura
O concelho de Vila Verde, pela antiguidade e riqueza cultural, é detentor de um vasto património, traduzido nos vestígios arqueológicos, na arquitetura civil e religiosa, nos conjuntos rurais típicos, nos aspetos etnográficos da cultura popular, no artesanato, na gastronomia tradicional, na paisagem verdejante e nos rios que o atravessam.[carece de fontes?]
As festas e romarias constituem uma das múltiplas expressões da religiosidade dos seus habitantes. Caracterizam-nas as manifestações religiosas e pagãs, que convivem em comunhão e se complementam. Cerca de centena e meia desses eventos festivos e religiosos ocorrem ao longo de todo o ano nas Capelas e Igrejas do concelho e revelam, por si só, a dinâmica e a religiosidade de um povo empenhado em preservar a sua herança cultural e transmitir às novas gerações formas de viver e sentir.[carece de fontes?]
As feiras, de periodicidade semanal, quinzenal, mensal e anual, os eventos culturais e as várias exposições temáticas revelam o forte empenho no desenvolvimento cultural, social e económico da região. O artesanato ocupa cada vez mais um lugar de destaque no município; pela importância económica crescente, pela preservação de técnicas de fabrico ancestrais e pela inovação na conceção de outros produtos.
Os Lenços de Namorados, verdadeiros ex-libris desta terra, os artigos em linho, a tecelagem em trapos, as miniaturas e brinquedos em madeira, as cangas e jugos de bois, os instrumentos musicais, a olaria, a cerâmica pintada à mão e as peças em granito são alguns dos produtos de forte pendor artesanal.[carece de fontes?]

## Indicadores
- Em 2012 Vila Verde foi considerado o município Europeu com mais buracos na estrada por km2.[carece de fontes?]
- Em 2021, o município, tinha mais uma vez, uma das mais baixas taxas de população servida por sistemas públicos de abastecimento de água do continente, com 78%, ficando à 10 lugares do fim da tabela dos 278 municípios do continente, Terras de Bouro tendo uma taxa de 94% e Amares 100%.[26]

- Em 2021, o município tinha uma das mais baixas taxas de população servida por sistemas de drenagem de águas residuais (esgotos) do continente, com 45% (+2%). Só Vinte e oito municípios são piores classificados, como Terras de Bouro com 35%, Amares tendo 62% (+10%).[27]

- Evolução da dívida do concelho de Vila Verde:

Em 2021, o município apresentava uma dívida total de 13 638 123 € contra 30 943 000 € em 2008, mesmo assim superior a dívida de Barcelos (116 766 habitantes) de 12 472 968 €, ou de Ponte de Lima (41 169 habitantes) com 3 108 187 €.
Referências: 1997 e 2008, 2013–2018, 2019 2019–2021
|                                                                         | 2010                 | 2021                        | 2022                |
| Despesas da Câmara Municipal em cultura e desporto (%)                  | 6,6                  |                             |                     |
| Despesas da Câmara Municipal em ambiente (%)                            | 5                    |                             |                     |
| Trabalhadores da Administração Pública Local                            | 416                  | 371                         | 606                 |
| Crimes registados pelas polícias por mil habitantes                     | 34,7                 | 28,7 (28,9 no país) (2020)  | 27,4 (32,9 no país) |
| Resíduos urbanos recolhidos selectivamente por habitante (kg)           | 29,6                 | 71,9 (109,8 no país) (2020) |                     |
| Empresas não financeiras                                                | 4 117                | 5 247 (2020)\|              |                     |
| Desempregados em % da população                                         | 7                    | 4 (6 no país)               | 3 (5 no país)       |
| Nascimentos                                                             | 443                  | 346                         | 358                 |
| Taxa de mortalidade infantil (‰)                                        | 2,3                  | 2,9 (2,4 no país)           |                     |
| População estrangeira em % da população residente                       | 0,5                  | 1,6 (6,7 no país)           | 2 (7,5 no país)     |
| Casamentos                                                              | 222                  | 237                         | 217                 |
| Salário médio mensal                                                    | 750€ (1075€ no país) |                             |                     |
| Alojamentos servidos por sistemas públicos de abastecimento de água (%) | 62 (2012)            | 78                          |                     |
| Alojamentos servidos por sistemas de drenagem de águas residuais (%)    | 23 (2011)            | 45                          |                     |

## Património
- Ponte de Rodas em Ponte (São Vicente) (classificada como Monumento Nacional, Decreto 16/06/1910, DG nº 136 de 23 junho 1910).
- Ponte de Prado (classificada como Monumento Nacional por Decreto de 1910).
- Citânia de São Julião em Ponte (São Vicente) (classificada como Imóvel de Interesse Público, Decreto nº 28/82, DR, 1ª Série, nº 47, de 26 fevereiro 1982).
- Torre de Penegate em Carreiras (São Miguel (classificada como Imóvel de Interesse Público, 1990)
- Torre e Casa de Gomariz em Cervães (classificada como Imóvel de Interesse Público, 2019)

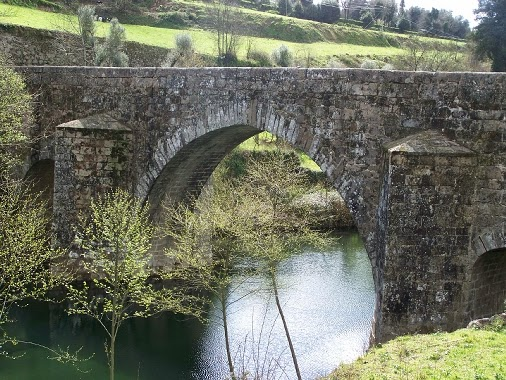
Ponte de Rodas (ou de Caldelas)
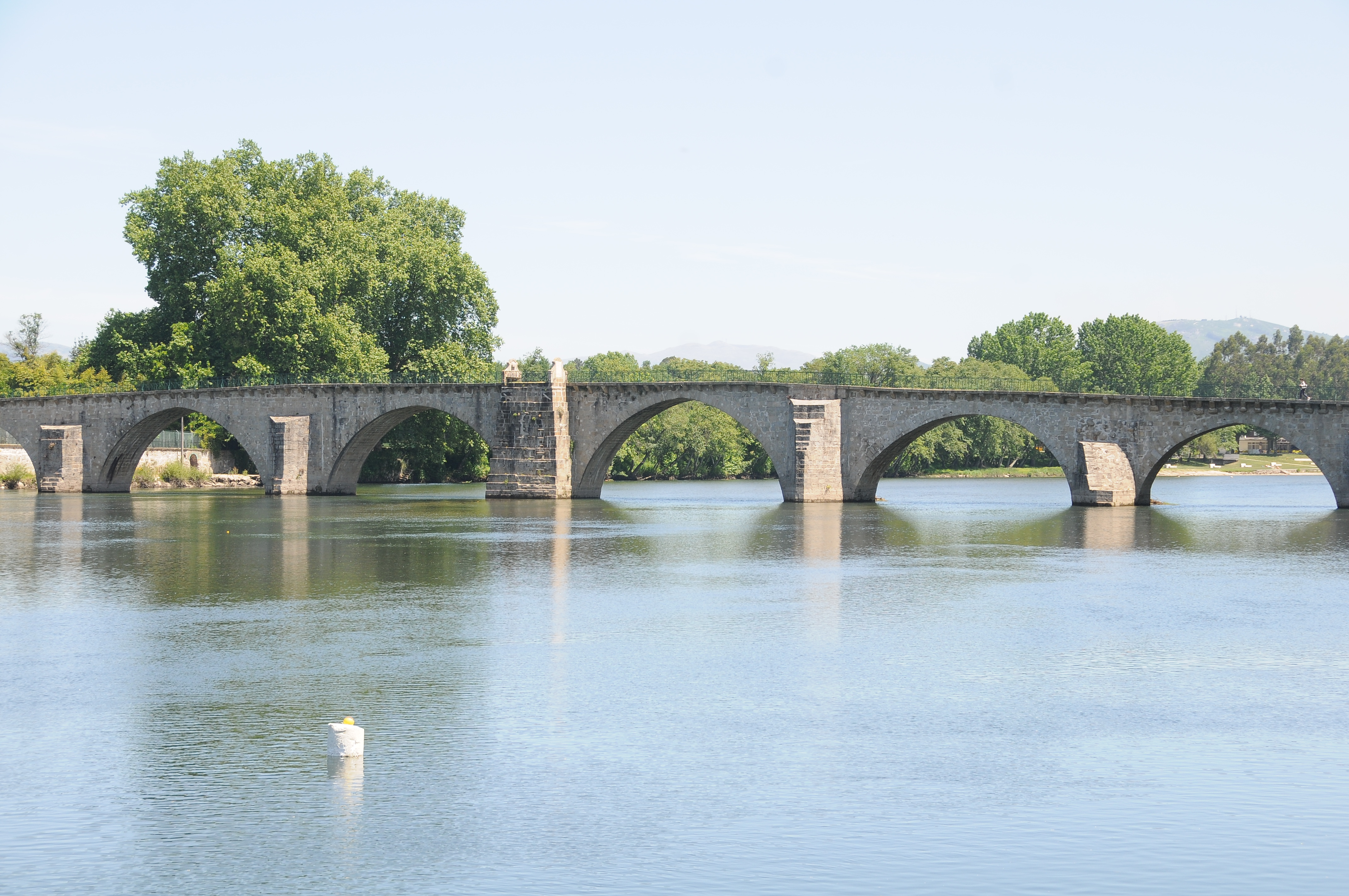
Ponte de Prado
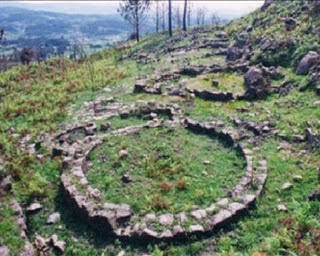
Citânia de São Julião
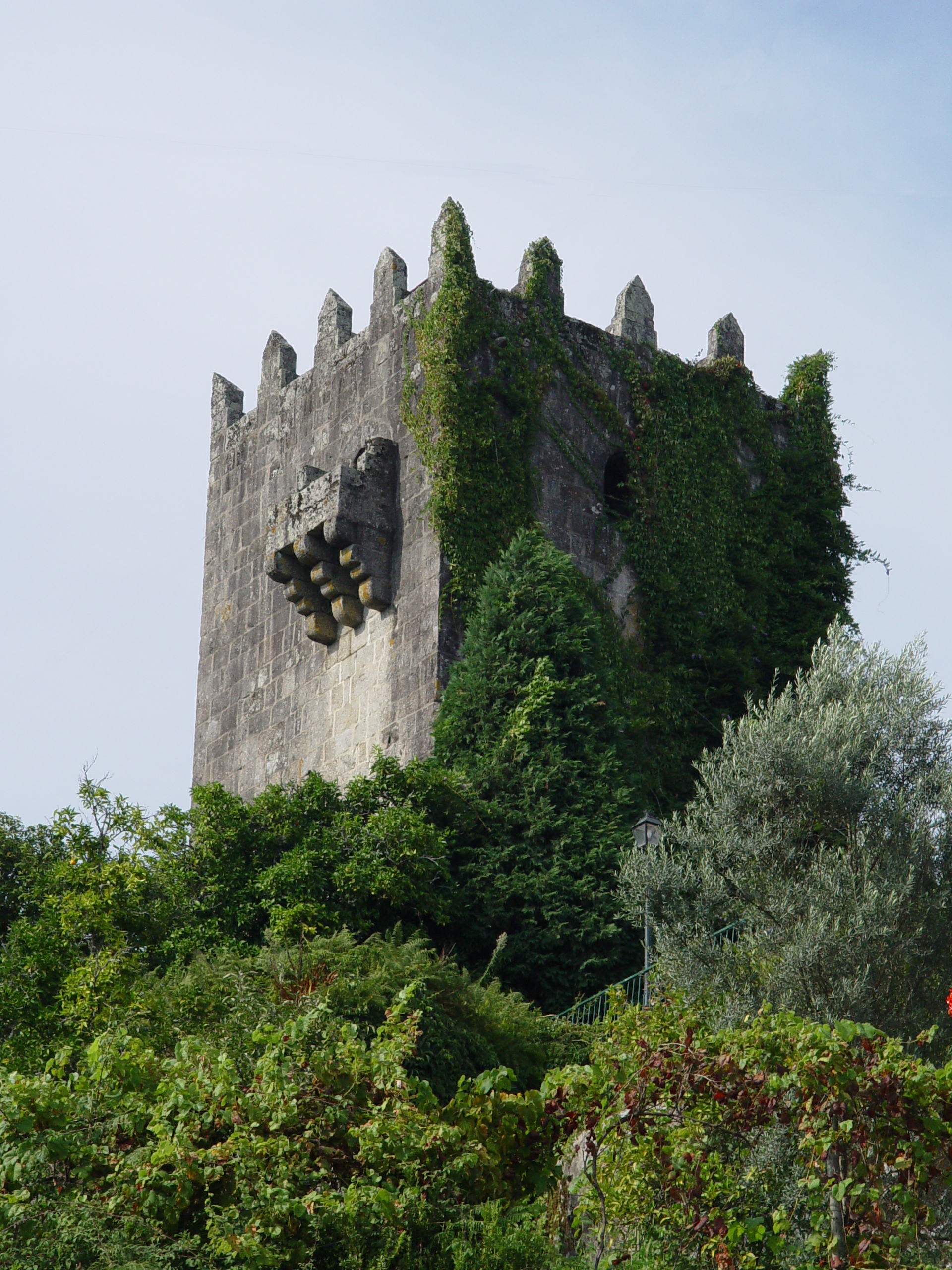
Torre de Penegate
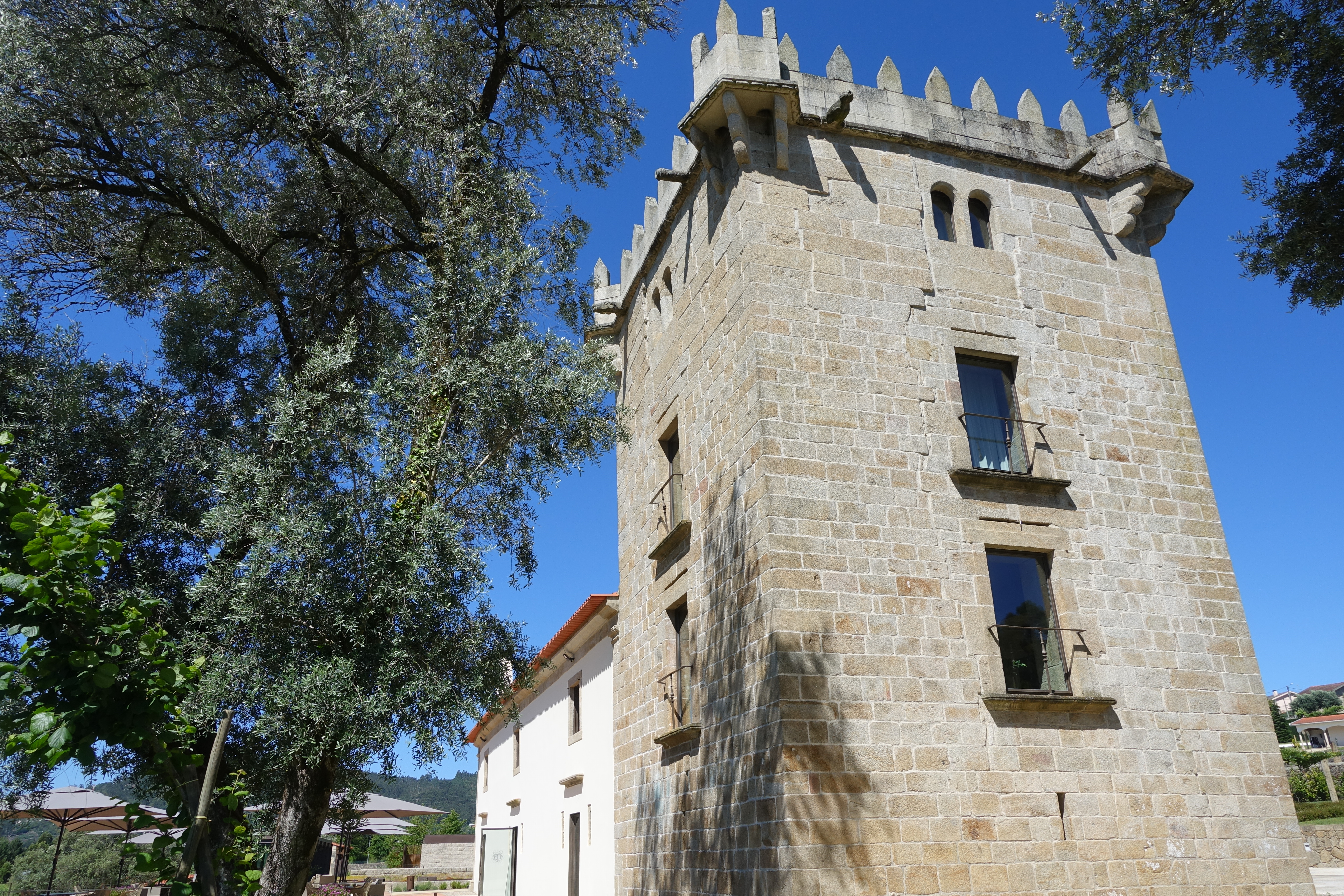
Torre e Casa de Gomariz

### Por classificar
- Igreja românica de Pedregais.
- Conjunto de mamoas e alguns menires dos Montes do Borrelho e do Moinho Velho nas freguesias de Gondiães, Dossãos, Godinhaços, Nevogilde, Mós, Pedregais, Goães, Prado São Miguel, Carreiras e Portela das Cabras (Necrópole Megalítica do Bustelo).
- Fojo do Lobo em Gondomar
- Espigueiro de São Martinho de Valbom
- Comenda de Oriz da Ordem de São Bento de Avis, e outros...

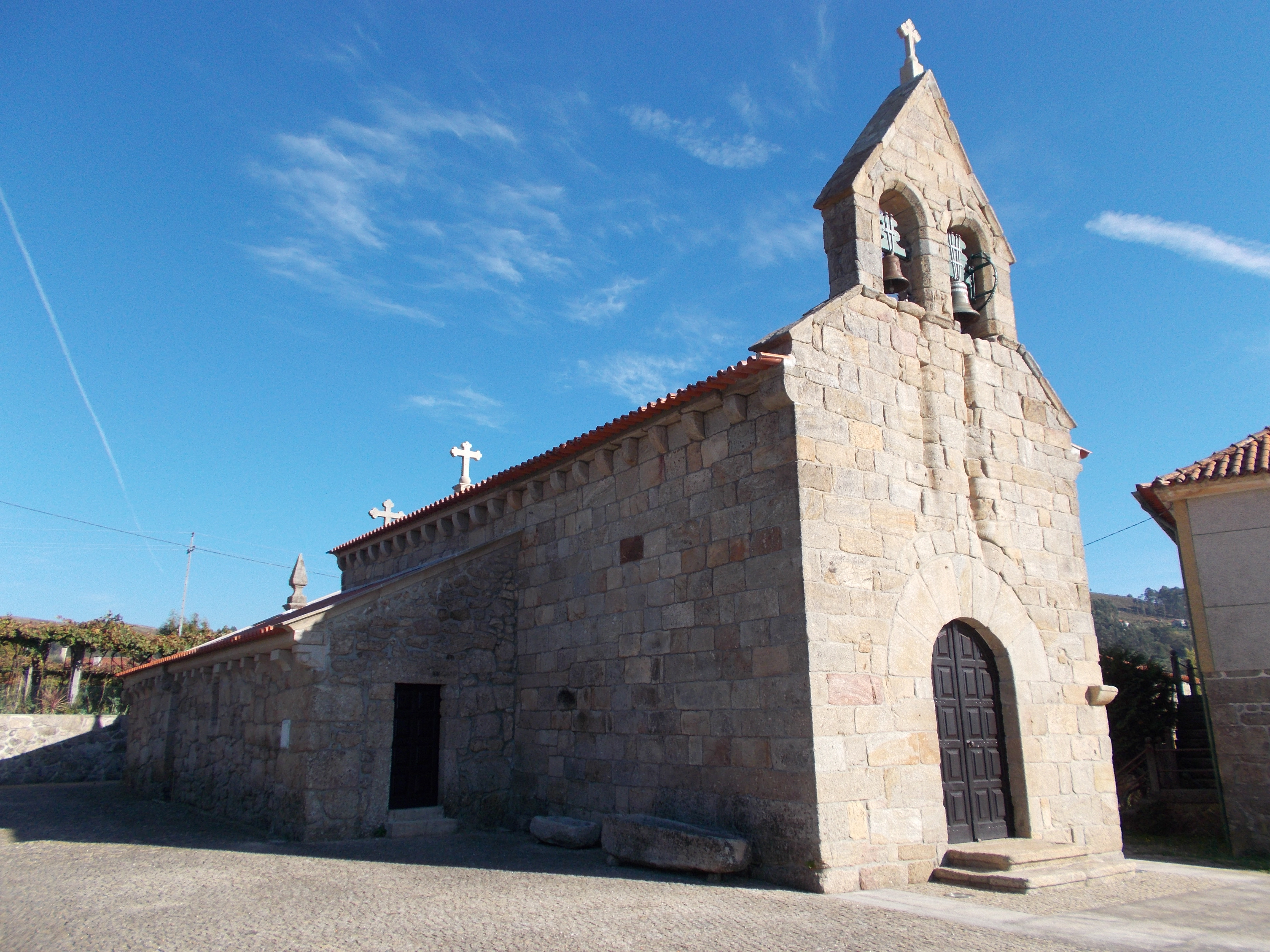
Igreja de Pedregais
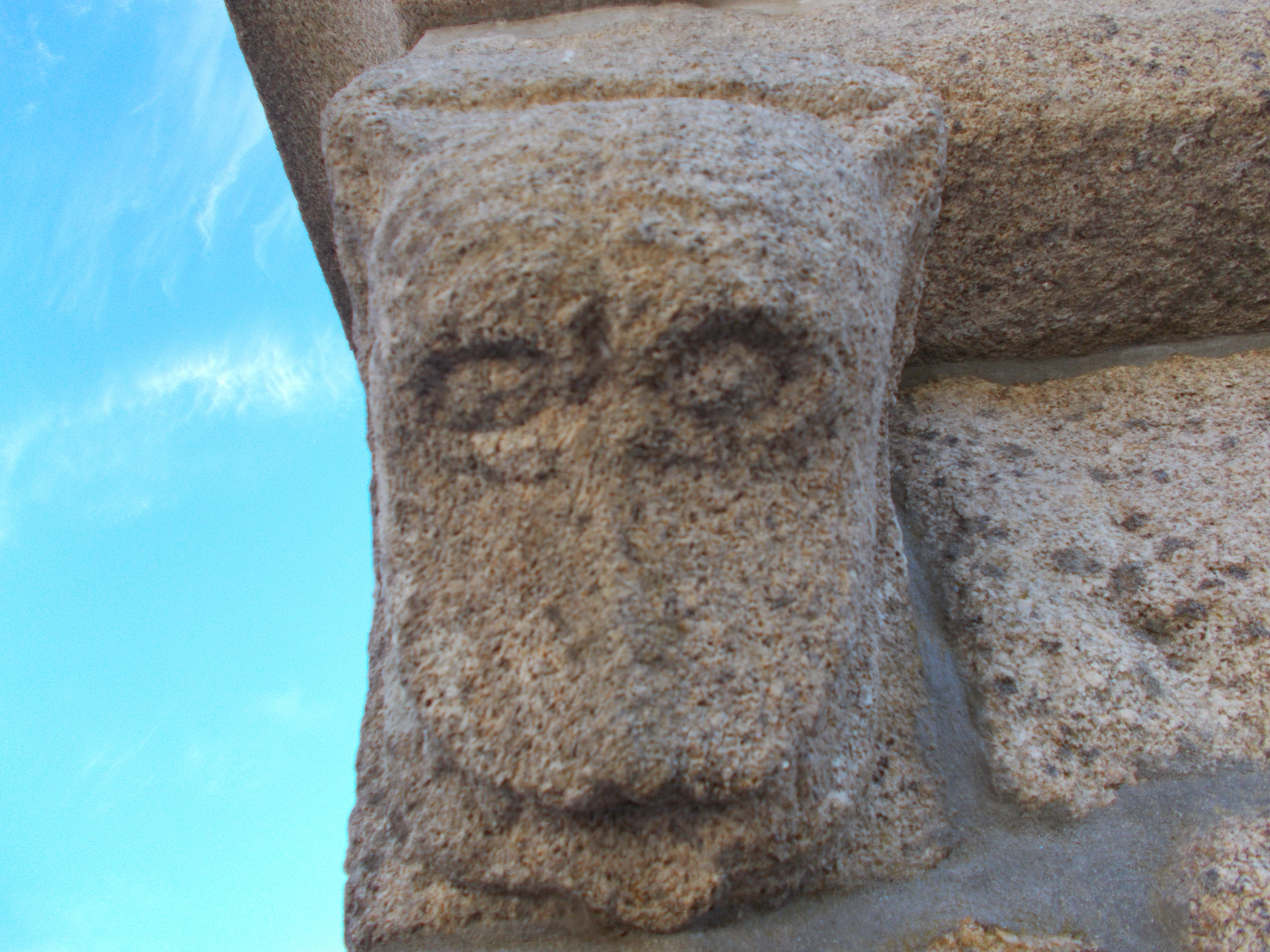
Igreja de Pedregais (pormenor)
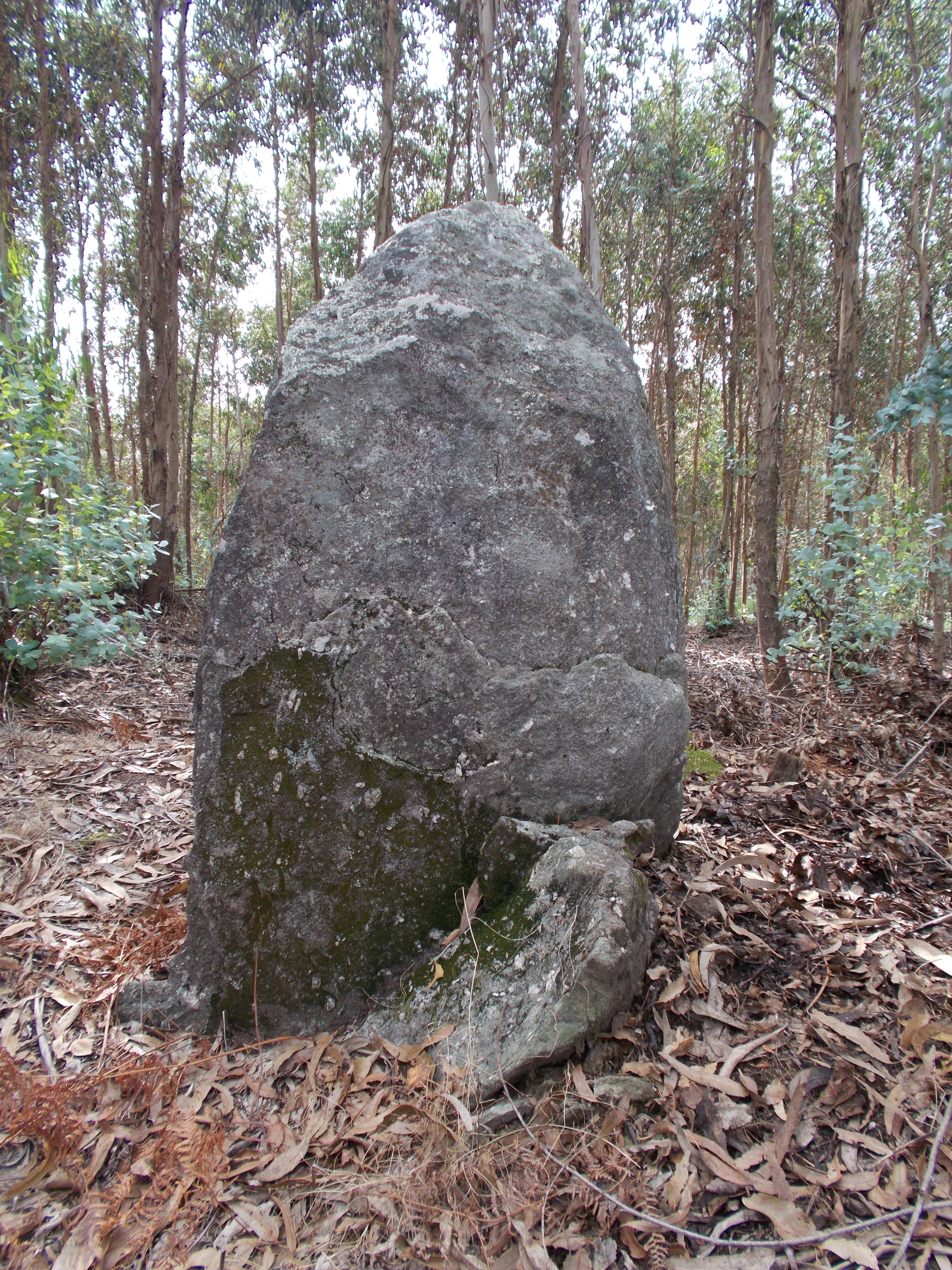
Necrópole Megalítica do Bustelo, Menir dos Penedos da Portela
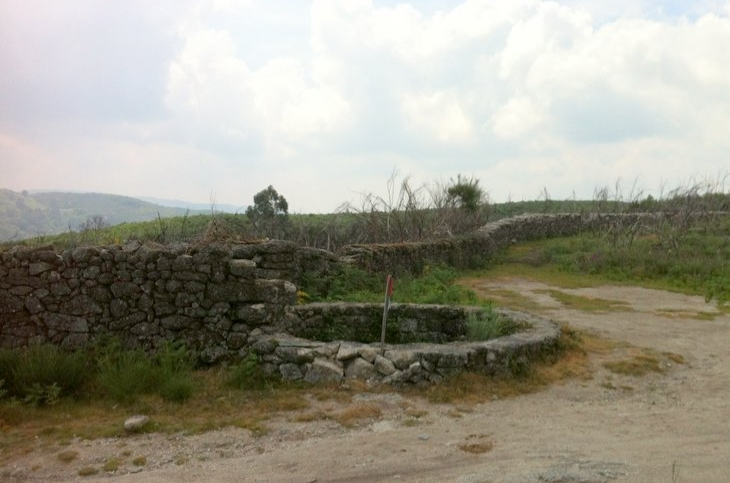
Fojo do Lobo de Gondomar (Vila Verde)
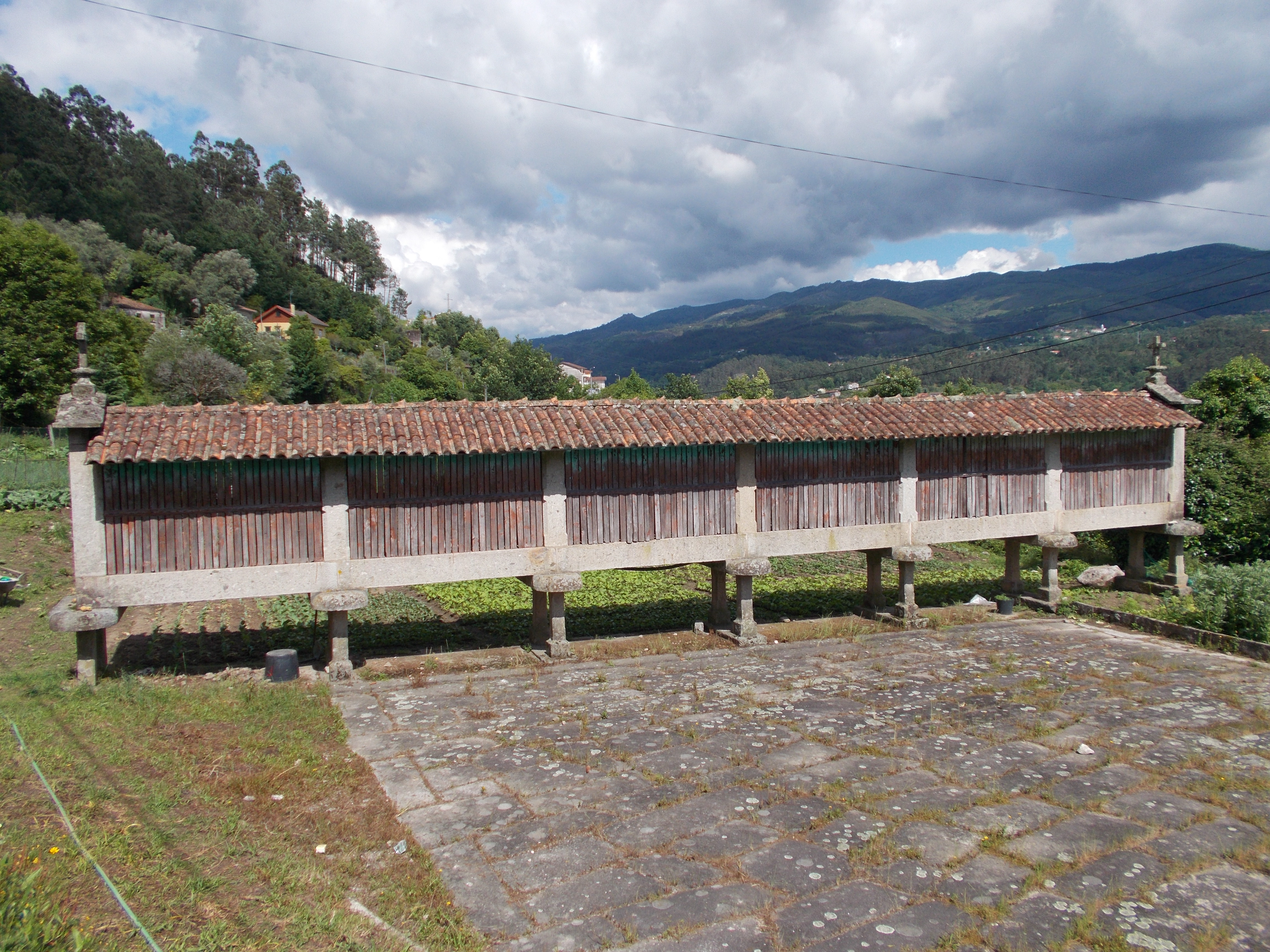
Espigueiro de Valbom São Martinho (1957).

### Museus
|                               |  |                             |
| Museu das Terras de Regalados |  | Museu do linho de Marrancos |

- Museu Terras de Regalados: Em Pico de Regalados, há um pequeno museu de arte sacra, o Museu das Terras de Regalados com cerca de uma centena de peças de culto e uso religioso. O seu espólio, datado entre o século XVI e o século XX, varia entre a estatuária, os paramentos, a talha, os metais, a bibliografia e documentos.[36]
- Museu do Linho: Situado na antiga Escola EB de Marrancos, o museu foi criado em 2013, pelo Sr. Abílio Soares Ferreira, que doou todos os artefactos do espólio do museu permitindo ao visitante conhecer as 16 fases do ciclo do linho, da planta ao bordado.[37]

## Vila-Verdenses ilustres

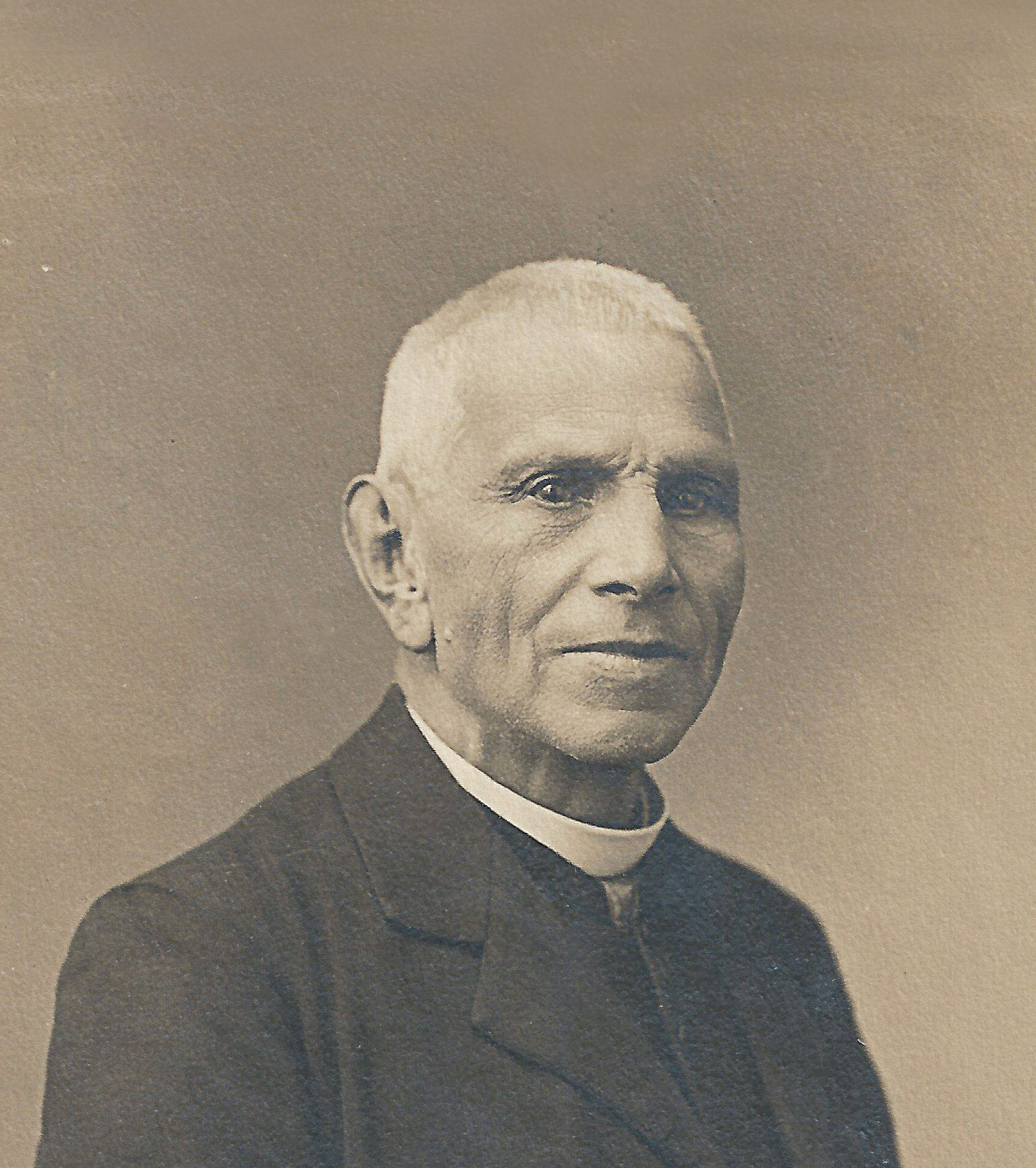
O irreverente Abade de Priscos

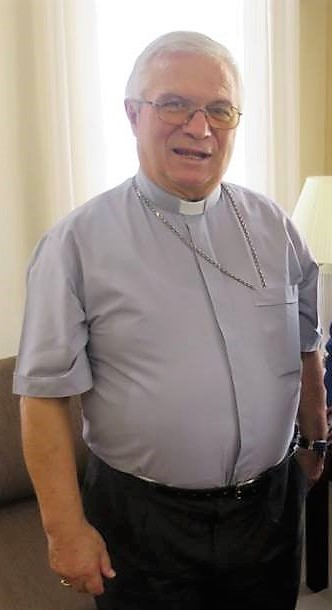
Dom António Vitalino Fernandes Dantas

- João de Aboim (Aboim da Nóbrega, 1213 – 15 de março de 1285) trovador e uma das figuras de maior relevo político na época de D. Afonso III de quem foi seu valido. Foi sub-signifer de 1250 a 1255, mordomo da rainha em 1254 a 1259, mordomo-mor entre 1264 e 1279, tenente de Ponte de Lima em 1259, e de Évora ou do Alentejo de 1270 até 1284.
- Egas Gomes Pais de Penegate (vivia na Torre de Penegate no lugar do mesmo nome, em Carreiras de S. Miguel), fundador do Mosteiro de Santo André de Rendufe. Foi nomeado Tenente das terras entre "Neiva e Cávado" pelo Rei D. Garcia depois da derrota do conde de Portucale Nuno Mendes, na batalha de Pedroso em 1071.
- Egas Fafes de Lanhoso (chamado localmente: Egas Fafias, deu seu nome a um antigo lugar de Vila Verde, hoje rua de Fafias). Neto materno do precedente, Rico-homem e confirmante de diplomas régios entre 1146 e 1160 de D. Afonso I.
- Gonçalo Viegas (falecido em 1195) filho do precedente, e primeiro Grão Mestre da Ordem de São Bento de Avis.
- Estêvão Soares da Silva neto materno de Egas Fafes (filho de Dona Froilhe Viegas Senhora do couto de Loureira e Vila Verde), e arcebispo de Braga.
- Gonçalo Martins de Abreu fundador da casa dos Abreus, e general na batalha dos Arcos de Valdevez em 1140.
- Mem Rodrigues de Vasconcelos (1275–1330/1339), senhor dos coutos de Freiriz e Penegate, da Torre de Vasconcelos e de Penela, exerceu o cargo de meirinho-mor da região de Entre Douro e Minho entre 1321 e 1324 e foi também alcaide-mor do Castelo de Guimarães.
- D. João Gomes de Abreu (Pico de Regalados, 1416 – Viseu, 16 de Fevereiro de 1482) era filho segundo de Diogo Gomes de Abreu, 2.º Senhor de Regalados, e foi bispo de Viseu de 1462 ou 1463 a 16 de fevereiro de 1482.
- Francisco de Sá de Miranda (Coimbra, 28 de agosto de 1481 – Fiscal, 15 de março de 1558), não sendo Vila-Verdense, foi no entanto Comendador de Santa Maria de Duas Igrejas, e tinha propriedades no Pico São Cristóvão, em Penela (quinta da Torre), em Prado, Moure, e Vila Chã.[38]
- D. José António Barbosa Soares, (nasceu no Lugar de Lordelo, Valdreu, em 22 de setembro de 1718.[39] – Castelões (Tondela) 25 de novembro de 1782). Foi bispo de Viseu de 1779/1782.
- José de Barros Abreu Sousa e Alvim, Conde do Casal, (nasceu em 7 de novembro de 1791 na Quinta e lugar do Casal em S. Paio de Vila Verde – Lisboa, 16 de outubro de 1857). Foi um nobre e militar liberal português, participou na guerra Peninsular em campanhas na América do Sul, na guerra civil de 1832–34 e na "Patuleia" guerra civil de 1846–47. Além de ter sido governador de Trás-os-Montes, deputado pela Estremadura em 1836. Tomou posse na Câmara dos Digníssimos Pares do Reino em 13 de maio de 1850. Foi feito Barão do Casal em 1 de Dezembro de 1836 e conde do mesmo titulo em 20 de Janeiro de 1847.
- Francisco de Campos de Azevedo Soares, (Coucieiro, Casa de Carcavelos, 22 de abril de 1818 – Coucieiro, 14 de Outubro de 1901) 1º Conde de Carcavelos, Presidente da Câmara Municipal do Pico de Regalados, Presidente da Câmara Municipal de Braga, Governador Civil do Distrito de Braga.
- Manuel Joaquim Machado Rebelo, mais conhecido por Abade de Priscos, (29 de março de 1834 (Turiz) – 24 de Setembro de 1930 (Vila Verde)) Abade católico e Gastrónomo português que se destacou pelas suas famosas receitas de culinária, especialmente a do Pudim abade de Priscos. Foi, segundo vários cozinheiros, um dos maiores cozinheiros portugueses do século XIX.
- D. António Vitalino Fernandes Dantas, (Barros, 3 de novembro de 1941) antigo bispo auxiliar de Lisboa e bispo emérito de Beja.

## Freguesias

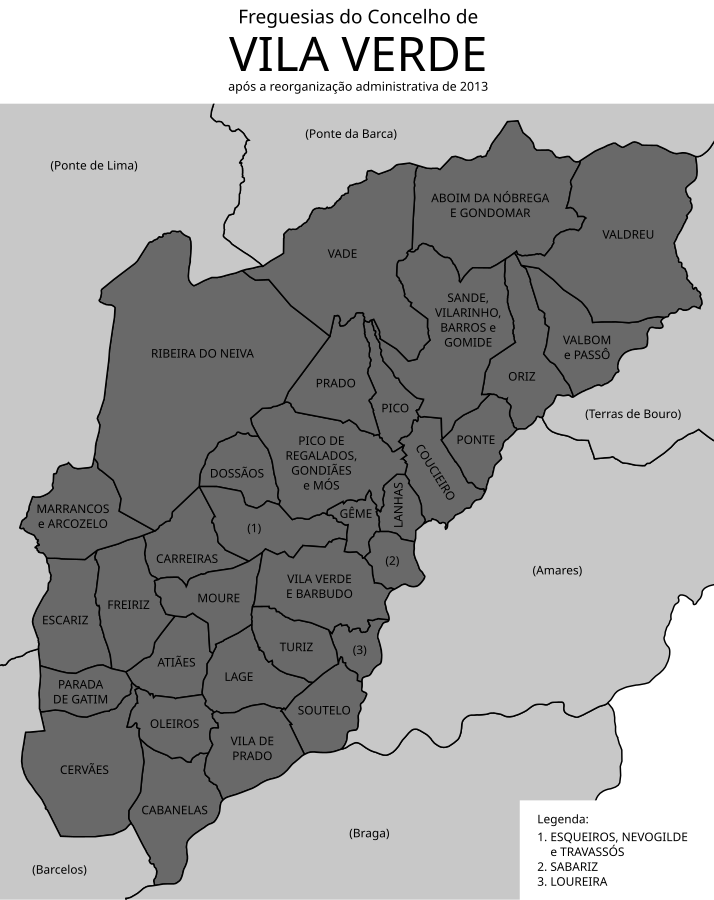
Freguesias do município de Vila Verde

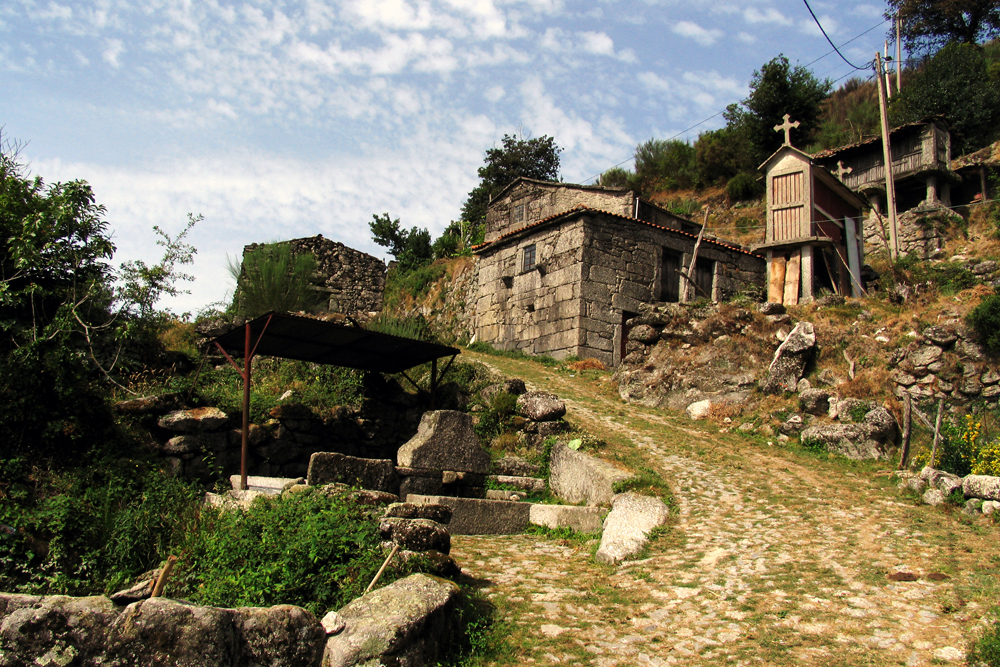
Aldeia de Bezeguimbra, na freguesia de Valdreu

O município de Vila Verde está dividido em 33 freguesias:
- Aboim da Nóbrega e Gondomar
- Atiães
- Cabanelas
- Carreiras (São Miguel) e Carreiras (Santiago)
- Cervães
- Coucieiro
- Dossãos
- Escariz (São Mamede) e Escariz (São Martinho)
- Esqueiros, Nevogilde e Travassós
- Freiriz
- Gême
- Lage
- Lanhas
- Loureira
- Marrancos e Arcozelo
- Moure
- Oleiros
- Oriz (Santa Marinha) e Oriz (São Miguel)
- Parada de Gatim
- Pico (São Cristóvão)
- Pico de Regalados, Gondiães e Mós
- Ponte (São Vicente)
- Sabariz
- Sande, Vilarinho, Barros e Gomide
- São Miguel do Prado
- Soutelo
- Turiz
- Ribeira do Neiva
- Vade
- Valbom (São Pedro), Passô e Valbom (São Martinho)

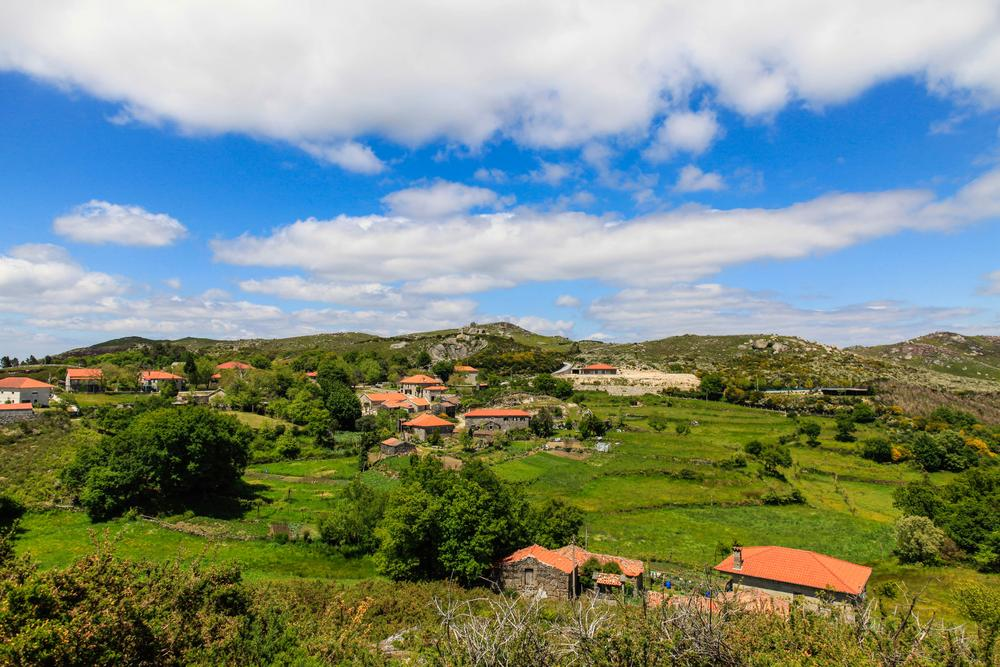
Santo António de Mixões da Serra, lugar da freguesia de Valdreu onde todos os anos ocorre a secular tradição da bênção dos animais

- Valdreu
- Vila de Prado
- Vila Verde e Barbudo Santo António de Mixões da Serra, lugar da freguesia de Valdreu onde todos os anos ocorre a secular tradição da bênção dos animais

## Evolução da População do Município
(Número de habitantes que tinham a residência oficial neste município à data em que os censos se realizaram.)
Densidade populacional (número médio de indivíduos por km² em 2021): 203,1	
Pela deliberação da Comissão Interministerial de Coordenação, o município de Vila Verde é definido como um município de baixa densidade.
| Número de habitantes por Grupo Etário | Número de habitantes por Grupo Etário | Número de habitantes por Grupo Etário | Número de habitantes por Grupo Etário | Número de habitantes por Grupo Etário | Número de habitantes por Grupo Etário | Número de habitantes por Grupo Etário | Número de habitantes por Grupo Etário | Número de habitantes por Grupo Etário | Número de habitantes por Grupo Etário | Número de habitantes por Grupo Etário | Número de habitantes por Grupo Etário | Número de habitantes por Grupo Etário | Número de habitantes por Grupo Etário |
| ------------------------------------- | ------------------------------------- | ------------------------------------- | ------------------------------------- | ------------------------------------- | ------------------------------------- | ------------------------------------- | ------------------------------------- | ------------------------------------- | ------------------------------------- | ------------------------------------- | ------------------------------------- | ------------------------------------- | ------------------------------------- |
|                                       | 1900                                  | 1911                                  | 1920                                  | 1930                                  | 1940                                  | 1950                                  | 1960                                  | 1970                                  | 1981                                  | 1991                                  | 2001                                  | 2011                                  | 2021                                  |
| 0-14 Anos                             | 10 303                                | 11 481                                | 10 999                                | 11 928                                | 14 093                                | 14 937                                | 15 086                                | 14 875                                | 14 524                                | 11 388                                | 9 161                                 | 7 998                                 | 6 128                                 |
| 15-24 Anos                            | 5 306                                 | 5 632                                 | 6 089                                 | 6 221                                 | 6 481                                 | 7 199                                 | 6 479                                 | 6 240                                 | 8 130                                 | 8 119                                 | 7 844                                 | 5 994                                 | 5 369                                 |
| 25-64 Anos                            | 13 980                                | 14 112                                | 13 856                                | 14 675                                | 15 999                                | 17 136                                | 17 317                                | 16 090                                | 16 783                                | 18 780                                | 22 673                                | 25 595                                | 24 809                                |
| = ou > 65 Anos                        | 2 124                                 | 2 300                                 | 2 174                                 | 2 350                                 | 2 521                                 | 2 873                                 | 3 374                                 | 3 855                                 | 4 995                                 | 5 769                                 | 6 901                                 | 8 301                                 | 10 138                                |

"(Obs: De 1900 a 1950 os dados referem-se à "população presente" no município à data em que eles se realizaram Daí que se registem algumas diferenças relativamente à designada população residente) 

### Resultados do censo de 2021 por freguesias (variação da população em comparação com o censo de 2011):[43]
Aboim da Nóbrega e Gondomar: -14,8%, Atiães: 5,2% , Cabanelas: -6%, Carreiras (São Miguel) e Carreiras (Santiago): -10,6%, Cervães: -6,3%, Coucieiro: -0,9%, Dossãos: -15,2%, Escariz (São Mamede) e Escariz (São Martinho):-0,7%, Esqueiros, Nevogilde e Travassós: -10,8%, Freiriz: -3,6%, Gême: -5,4%, Lage: 5,4, Lanhas: 12,4%, Loureira: -4%, Marrancos e Arcozelo: -9,6%, Moure: -3%, Oleiros: 1,7%, Oriz (Santa Marinha) e Oriz (São Miguel): -10,9%, Parada de Gatim: -10,8%, Pico (São Cristóvão): -14,9%, Pico de Regalados, Gondiães e Mós: 2,3%, Ponte (São Vicente): -6,4%, Sabariz: 1,1%, Sande, Vilarinho, Barros e Gomide: -9,8%, São Miguel do Prado: -8,9%, Soutelo: 1,2%, Turiz: 7,2%, Ribeira do Neiva:-11,7%, Vade: -13,4%, Valbom (São Pedro), Passô e Valbom (São Martinho): -7,3%, Valdreu: -15,7%, Vila de Prado: 0,2%, Vila Verde e Barbudo: 4,9%
Vila Verde é um município com baixa densidade populacional na zona norte, principalmente junto do

limite entre os concelhos de Ponte da Barca e Terras de Bouro, ao contrário da zona sul, mais urbana e com maior densidade populacional. Isto reflete-se nos números, com uma descida acentuada da população nas freguesias da zona norte do município, ao contrário da zona sul, com um aumento cada vez mais significativo.

## Política

### Eleições autárquicas[44]
| Data | %      | V      | %       | V       | %     | V     | %            | V            | %              | V    | %              | V         | %              | V  | %   | V   | %   | V   | %  | V  | %  | V  | Participação |                |
| Data | CDS-PP | CDS-PP | PPD/PSD | PPD/PSD | PS    | PS    | FEPU/APU/CDU | FEPU/APU/CDU | PPM            | PPM  | PCTP/MRPP      | PCTP/MRPP | AD             | AD | FER | FER | IND | IND | CH | CH | BE | BE | Participação |                |
| ---- | ------ | ------ | ------- | ------- | ----- | ----- | ------------ | ------------ | -------------- | ---- | -------------- | --------- | -------------- | -- | --- | --- | --- | --- | -- | -- | -- | -- | ------------ | -------------- |
| Data | 1976   | 38,28  | 3       | 29,75   | 3     | 18,05 | 1            | 4,08         | -              | 3,10 | -              | 0,70      | -              |    |     |     |     |     |    |    |    |    |              | 67,84 / 100,00 |
| 1979 | 48,70  | 4      | 24,39   | 2       | 17,89 | 1     | 5,00         | -            |                |      |                |           | 77,34 / 100,00 |    |     |     |     |     |    |    |    |    |              |                |
| 1982 | AD     | AD     | AD      | AD      | 27,44 | 2     | 3,17         | -            | AD             | AD   | 63,63          | 5         | 76,56 / 100,00 |    |     |     |     |     |    |    |    |    |              |                |
| 1985 | 44,87  | 4      | 29,18   | 2       | 20,61 | 1     | 2,21         | -            |                |      |                |           | 73,81 / 100,00 |    |     |     |     |     |    |    |    |    |              |                |
| 1989 | 39,01  | 3      | 38,40   | 3       | 17,58 | 1     | 1,89         | -            | 73,45 / 100,00 |      |                |           |                |    |     |     |     |     |    |    |    |    |              |                |
| 1993 | 43,78  | 3      | 32,94   | 3       | 18,51 | 1     | 1,72         | -            | 72,11 / 100,00 |      |                |           |                |    |     |     |     |     |    |    |    |    |              |                |
| 1997 | 24,83  | 2      | 40,38   | 3       | 30,48 | 2     | 1,58         | -            | 0,42           | -    | 74,52 / 100,00 |           |                |    |     |     |     |     |    |    |    |    |              |                |
| 2001 | (a)    | (a)    | 70,54   | 5       | (a)   | (a)   | 2,99         | -            |                |      | 23,56          | 2         | 74,08 / 100,00 |    |     |     |     |     |    |    |    |    |              |                |
| 2005 | 8,08   | -      | 63,92   | 6       | 21,30 | 1     | 2,82         | -            |                |      | 70,61 / 100,00 |           |                |    |     |     |     |     |    |    |    |    |              |                |
| 2009 | 16,54  | 1      | 46,06   | 4       | 32,62 | 2     | 1,82         | -            | 65,68 / 100,00 |      |                |           |                |    |     |     |     |     |    |    |    |    |              |                |
| 2013 | 3,78   | -      | 46,00   | 4       | 43,28 | 3     | 2,16         | -            | 60,87 / 100,00 |      |                |           |                |    |     |     |     |     |    |    |    |    |              |                |
| 2017 | 5,67   | -      | 51,97   | 4       | 35,52 | 3     | 2,51         | -            | 63,34 / 100,00 |      |                |           |                |    |     |     |     |     |    |    |    |    |              |                |
| 2021 | 3,71   | -      | 53,77   | 5       | 20,27 | 1     | 2,09         | -            | 11,88          | 1    | 2,65           | -         | 61,02 / 100,00 |    |     |     |     |     |    |    |    |    |              |                |

(a) O CDS-PP e o PS apoiaram a lista independente nas eleições de 2001.

### Eleições legislativas
| Ano  | %     | %     | %     | %    | %     | %     | %        | %     | %    | %     | %              | %              | %       | % | %  | %  | %            |
| Ano  | CDS   | PSD   | PS    | PCP  | UDP   | AD    | APU/ CDU | FRS   | PRD  | PSN   | B.E.           | PAN            | PSD CDS | L | CH | IL | Participação |
| ---- | ----- | ----- | ----- | ---- | ----- | ----- | -------- | ----- | ---- | ----- | -------------- | -------------- | ------- | - | -- | -- | ------------ |
| 1976 | 39,79 | 31,00 | 16,87 | 1,11 | 0,64  |       |          |       |      |       |                |                |         |   |    |    |              |
| 1979 | AD    | AD    | 19,00 | APU  | 1,67  | 67,01 | 3,57     |       |      |       |                |                |         |   |    |    |              |
| 1980 | AD    | AD    | FRS   | APU  | 0,95  | 71,80 | 3,70     | 17,08 |      |       |                |                |         |   |    |    |              |
| 1983 | 31,49 | 30,85 | 27,28 | APU  | 0,27  |       | 2,77     |       |      |       |                |                |         |   |    |    |              |
| 1985 | 23,85 | 38,42 | 16,71 | APU  | 0,51  | 3,14  | 10,83    |       |      |       |                |                |         |   |    |    |              |
| 1987 | 9,56  | 64,10 | 16,31 | CDU  | 0,40  | 2,30  | 1,68     |       |      |       |                |                |         |   |    |    |              |
| 1991 | 7,70  | 68,62 | 17,35 | CDU  |       | 1,46  | 0,39     | 0,67  |      |       |                |                |         |   |    |    |              |
| 1995 | 17,52 | 46,66 | 30,08 | CDU  | 0,42  | 1,59  |          | 0,47  |      |       |                |                |         |   |    |    |              |
| 1999 | 10,76 | 50,07 | 32,77 | CDU  |       | 2,02  | 0,66     | 0,55  |      |       |                |                |         |   |    |    |              |
| 2002 | 11,88 | 57,12 | 25,07 | CDU  | 2,06  |       | 1,05     |       |      |       |                |                |         |   |    |    |              |
| 2005 | 10,45 | 45,99 | 33,33 | CDU  | 2,43  | 2,91  |          |       |      |       |                |                |         |   |    |    |              |
| 2009 | 14,63 | 38,92 | 32,20 | CDU  | 2,63  | 5,56  |          |       |      |       |                |                |         |   |    |    |              |
| 2011 | 13,62 | 48,64 | 24,09 | CDU  | 2,48  | 3,04  | 0,49     |       |      |       |                |                |         |   |    |    |              |
| 2015 | PSD   | CDS   | 23,72 | CDU  | 2,70  | 6,34  | 0,65     | 57,48 | 0,42 |       |                |                |         |   |    |    |              |
| 2019 | 4,94  | 42,22 | 31,40 | CDU  | 2,28  | 6,42  | 2,17     |       | 0,50 | 0,91  | 0,57           |                |         |   |    |    |              |
| 2022 | 2,22  | 41,10 | 36,43 | CDU  | 1,34  | 2,60  | 0,99     | 0,68  | 7,78 | 3,39  | 58,82 / 100,00 |                |         |   |    |    |              |
| 2024 | AD    | AD    | 21,42 | CDU  | 38,33 | 1,03  | 2,59     | 1,27  | 1,61 | 20,98 | 5,66           | 67,43 / 100,00 |         |   |    |    |              |

## Geminações[48]
- Saint-Mandé, França
- Petit-Couronne, França
- Lohmar, Alemanha
- Portimão

## Desporto

### Futebol
- Vilaverdense Futebol Clube
- Grupo Desportivo Prado

### Canoagem
- Clube Náutico de Prado

### Ciclismo
- Ciclo Clube de Vila Verde

### Motociclismo
- Moto Club de Prado

### Hipismo
- Associação Cultural dos Amigos do Cavalo de Passo Travado